# Kodex 2: Suplement
Kodex 2: Suplement – kolejna część płytowej serii grupy producenckiej White House. Jest to dodatek do części Kodex 2: Proces. Na składance znaleźli się m.in. O.S.T.R., Eldo, K.A.S.T.A., WWO. Album zawiera remiksy utworów z poprzedniej części. „Grrrrrubas”, jeden z utworów którego nie było na poprzednim Kodexie, jest także pierwszą piosenką G.T.W. – Grupy Trzymającej Wagę, którą tworzą Tede, Kołcz, DonGURALesko oraz Wall-E.

## Lista utworów
1. G.T.W. – „Grrrrrubas (wersja 130KG)” – 4:30
2. O.S.T.R. – „Powietrze” (Bitnix remix) – 4:01
3. Jade Foxx – „Tru Luv” (Dono, Papu remix) – 4:29
4. El Gaouli – „Pas fait pour ca” – 3:53
5. Mes, Numer Raz – „Rok później” (Heavy remix) – 3:36
6. Chada, Pih, MyNieMy – „Dziś Judaszu, wczoraj bracie” (Piooro remix) – 4:45
7. Esee – „Posłuchaj” – 4:15
8. Jade Foxx – „Tru Luv” (Cardridge remix) – 4:17
9. K.A.S.T.A. – „Taka prawda” (Mixer remix) – 3:38
10. Mataphora & Nigel Jaamann – „Our people's rejoicings L.A. (Fluid remix)” – 4:38
11. Eldo – „Kolejny raz” (Aura remix) – 2:13
12. Eldo – „Kolejny raz” (DNA remix) – 2:43
13. K.A.S.T.A. – „Taka prawda” (Malin remix – Piętro wyżej) – 3:27
14. Eldo – „Kolejny raz” (Johny English remix) – 2:09
15. G.T.W. – „Grrrrrubas” – 4:00
16. O.S.T.R. – „Powietrze” (O.S.T.R. remix) – 3:42
17. WWO – „Każdy ponad każdym” (PMX remix) – 6:04
18. G.T.W. – „Grrrrrubas (wersja 100KG)” – 4:29